# Nordhorner Verbindungskanal

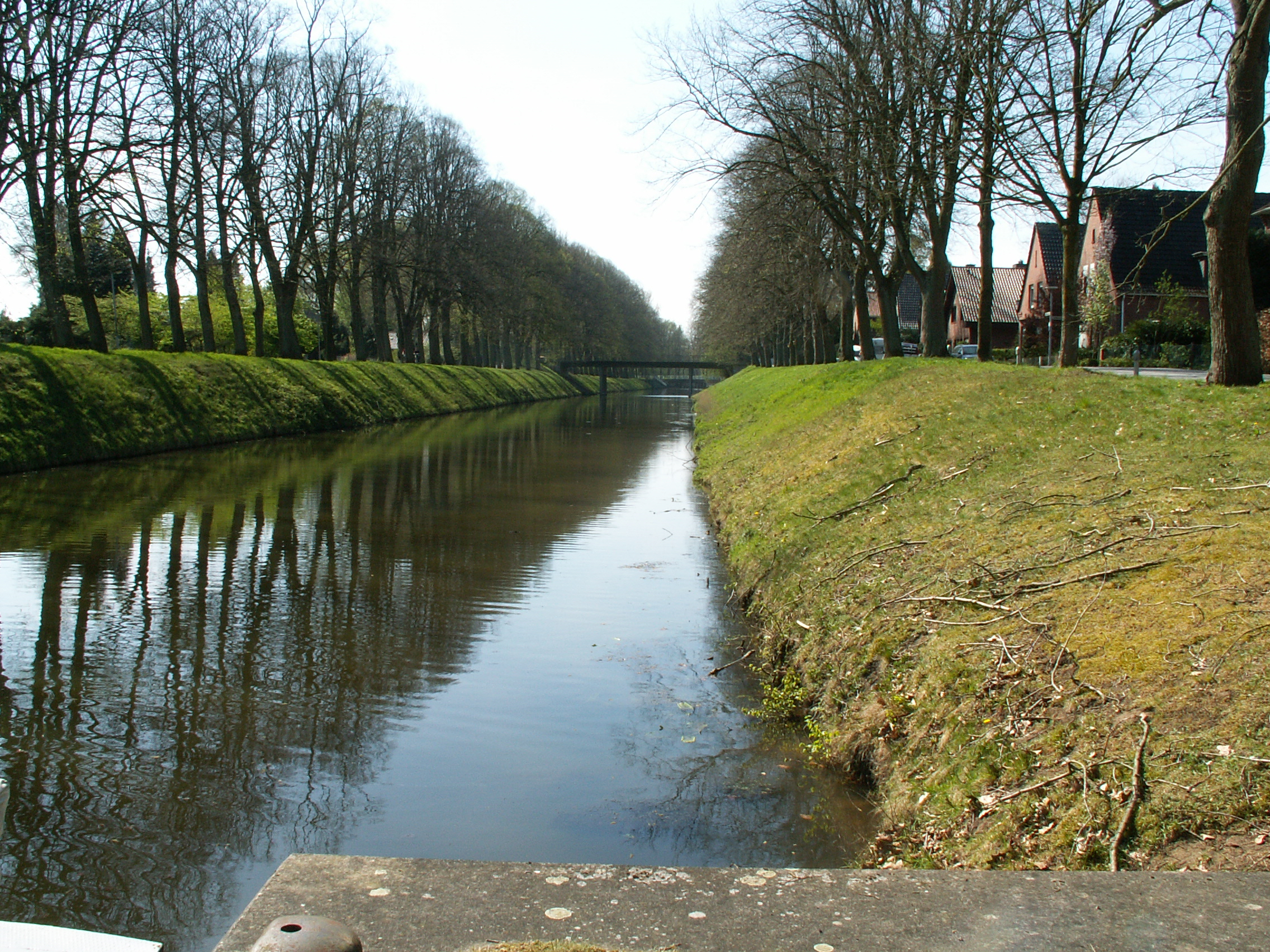
Verbindungskanal

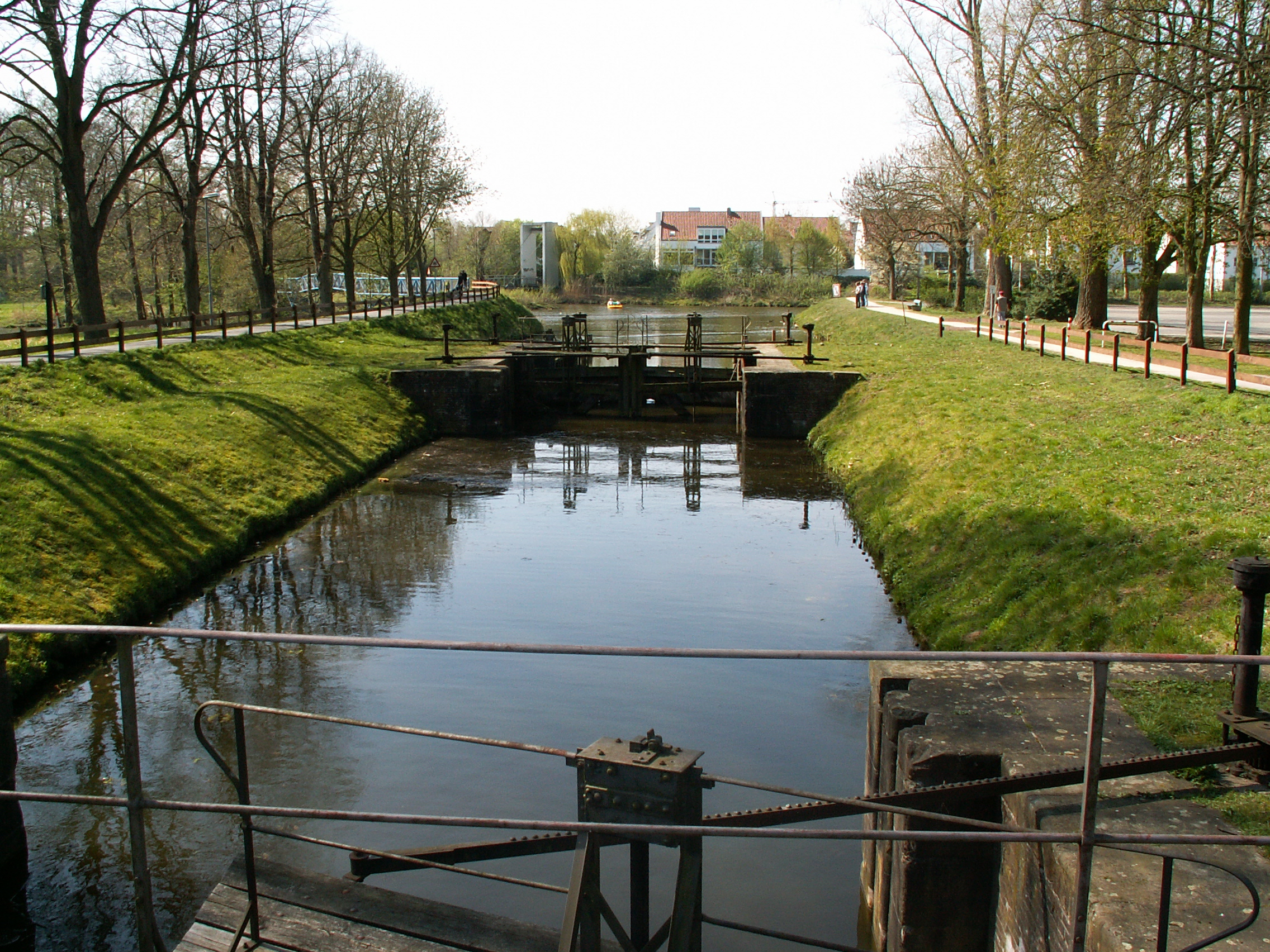
Verbindungsschleuse, dahinter quer die Vechte und geradeaus der Nordhorn-Almelo-Kanal

Der Nordhorner Verbindungskanal ist ein Teilstück des Linksemsischen Kanalsystems (LEK). Er verbindet den Ems-Vechte-Kanal und die Vechte mit dem Nordhorn-Almelo-Kanal, stellt also die Verbindung zwischen den nördlichen und den südlichen Teilen des Systems über eine Verbindungsschleuse dar. Mit einer Länge von rund 800 Metern ist der Verbindungskanal der kürzeste der linksemsischen Kanäle. 

## Geschichte
1887 entstand im Rahmen der Arbeiten am Linksemsischen Kanalsystem auf Nordhorner Stadtgebiet ein Verbindungskanal, um den Ems-Vechte-Kanal bzw. die Vechte mit dem Nordhorn-Almelo-Kanal zu verbinden und insbesondere die Nordhorner Textilfirmen an das Kanalsystem anzuschließen.
Die Schleuse des nicht einmal einen Kilometer langen Verbindungskanals ist mit einer Kammerlänge von 40 Metern die größte im LEK-System. Ihre Größe resultiert aus den besonderen Ansprüchen der Nordhorner Textilindustrie. In dem Maß, wie die drei großen Firmen Povel, Rawe und NINO ab Ende des 19. Jahrhunderts expandierten, stieg auch ihr Energiebedarf, der durch betriebseigene Kraftwerke gedeckt wurde. Die hierzu benötigte Kohle kam über den Ems-Vechte-Kanal aus dem Ruhrgebiet. Die Schleuse musste der mit der Zeit wachsenden Größe der Kähne Rechnung tragen. Deshalb musste die Kammer verlängert werden, was heute noch erkennbar ist. Da die Schleuse in Hanekenfähr nur dem Hochwasserschutz dient und deshalb meistens offen steht, musste sie hingegen nicht verlängert werden. 
Die Schleuse weist darüber hinaus eine technische Besonderheit auf: anstatt über zwei verfügt sie über vier Tore. Je ein Paar vorn und hinten ist in der Schwenkrichtung gegen die Vechte gerichtet, das andere Paar gegen die Kanalrichtung. Damit war die Schleuse auf jeden Fall verwendbar, gleichgültig, ob der häufig wechselnde Wasserspiegel der Vechte, zum Beispiel bei Hochwasser, höher lag als der des Kanals (man also von der Vechteseite herunterschleusen musste) oder ob er niedriger lag (und so von der Vechteseite herausgeschleust wurde). 
Wegen ihres schlechten Zustands konnte die Schleuse jahrelang nur in Ausnahmefällen geöffnet werden, bis sich der Nordhorner Verein Graf-SHIP für ihre Instandsetzung einsetzte, woraufhin sie 2009 auf Kosten der Stadt Nordhorn vom NLWKN teilrestauriert und in einen wieder funktionsfähigen Zustand versetzt wurde. Seither können Freizeitschiffer wieder vom Ems-Vechte-Kanal zum Nordhorn-Almelo-Kanal und zum Klukkert-Hafen fahren. Die Bedienung der Schleuse erfolgt im Handbetrieb durch Mitarbeiter des städtischen Bauhofs. Bedingt durch die geringe Durchfahrtshöhe der Seeuferstraßenbrücke von nur 1,60 Meter findet indes nur wenig Bootsverkehr statt. Das führt immer wieder zur Verschlickung der Schleuse und des Kanals im vechteseitigen Bereich.